# Point24
Point24 és un diari gratuït de Luxemburg nascut el 2007. És editat per Saint-Paul Luxembourg. Al principi es publicava exclusivament en francès, com el rival gratuït L'essentiel, encara que posteriorment va publicar-se en francès i alemany, dedicant una portada a cada llengua. Més tard, les dues versions van esdevenir dos diaris separats en un format més petit, semblant al de les revistes. Finalment, el febrer de 2011, s'hi va afegir una versió portuguesa del diari, amb edicions cada dimarts i dijous.